# إيلا كارا ديلوريا
إيلا كارا ديلوريا (بالإنجليزية: Ella Cara Deloria)‏ (وُلدت في يوم 31 يناير من عام 1889 – توفيت في يوم 12 فبراير من عام 1971) (من شعب يانكتون (داكوتا الغربيين))، وتُدعى أيضًا امرأة اليوم الجميل، كانت مدرّسة، وعالمة أنثروبولوجيا، وأخصائية إثنوغرافيا، وعالمة لسانيات، وروائية من أصول أمريكية أوروبية وأمريكية أصلية. دوّنت تاريخ الأمريكيين الأصليين الشفوي وأساطيرهم، وساهمت أيضًا في دراسة لغاتهم. وفقًا لماريا إيغوينا كوتيرا، كانت ديلوريا «خبيرة مرموقة في الممارسات الدينية الثقافية واللسانية لشعوب داكوتا ولاكوتا وناكوتا». كتبت ديلوريا رواية في الأربعينيات بعنوان زنبقة الماء، نُشرت في عام 1988 وأعيد نشرها في عام 2009.

## حياتها
وُلدت ديلوريا في عام 1889 في مقاطعة وايت سوان في محمية يانكتون الهندية، داكوتا الشمالية. كان والداها ميري (أو ميريام) (سولي) بوردو ديلوريا وفيليب جوزيف ديلوريا، للعائلة جذور من شعب يانكتون، وجذور إنجليزية، وفرنسية، وألمانية. (يعود الاسم الأخير للعائلة إلى سلف صياد فرنسي يدعى فرانسوا-كزافييه دولورييه). كان والدها أول فرد من شعب سو يُرسّم قسًا أسقفيًا. أما عن أمها، فكانت ابنةً لألفرد سولي، جنرال في جيش الولايات المتحدة، وهجين من شعبي يانكتون وسو. كانت إيلا الطفل الأول للزوجين، وكان لكل منهما عدة بنات من زيجات سابقة. كان أنسباؤها الأشقاء أختها سوزان (تُعرف أيضًا باسم ميري سولي) وأخوها فاين ديلوريا الأب.، الذي ارتسم قسًا أسقفًا مثل أبيهم.
ترعرعت ديلوريا بين شعوب هونكبابايا وسيهاسبا لاكوتا في محمية ستاندينغ روك الهندية في واكبالا، وتلقت أول تعليمها في مدرسة أبيها التبشيرية، مدرسة القديسة إليزابيث. ومدرسة القديسين الداخلية، التي ارتادتها في سو فولز. بعد تخرجها، كسبت بعثة دراسية إلى كلية أوبرلين في أوهايو وارتادتها. بعد مضي سنتين في أوبرلين، تحولت ديلوريا إلى كلية المدرسين، في جامعة كولومبيا في نيويورك، وتخرجت منها بدرجة بكالوريوس العلوم في عام 1915.

ثم تابعت قدمًا لتصبح:
«واحدة من أوائل الشخصيات ثنائية اللغة والحضارة في الأنثروبولوجيا الأمريكية، وباحثة، ومدرّسة استثنائية، ونَفسٌ سعَت خلف أعمالها الخاصة والتزاماتها في ظل ظروف سيئة جهارًا. عاشت في مرحلة من المراحل في سيارة، أثناء جمعها موادًا لفرانز بواس».
على امتداد حياتها المهنية، عانت من افتقارها للمال أو الوقت الكافيين لتحصّل درجة علمية متقدمة. كانت ملتزمة بإعالة عائلتها. كان أبوها وزوجة أبيها مسنّان، واعتمدت أختها سوزان عليها من الناحية المالية.
بالإضافة إلى أعمالها في الأنثروبولوجيا، عملت ديلوريا في عدد من الوظائف، من بينها التدريس (تدريس الرقص والتربية البدنية في مدرسة هاسكيل الهندية الداخلية)، وإلقاء محاضرات وتقديم عروض (حول ثقافة الأمريكيين الأصليين)، وعملت لمنظمة فتيات كامب فاير ولجمعية الشابات المسيحية العالمية بصفة أمينة عامة وطنية للتوعية الصحية. احتلت مناصبًا في متحف سو الهندي في رابيد سيتي، داكوتا الجنوبية أيضًا، وبصفة مساعدة مدير في متحف دبليو. إتش. أوفر في فيرميليون. كان أخوها فاين في. ديلوريا الأب.، قسًا أسقفًيا، اشتهر بجاذبيته الشخصية وسرده القصصي البديع. أُصيب بالخذلان بسبب العنصرية ضمن الكنيسة الأسقفية. وكان ابن أخيها فاين ديلوريا الابن.، الذي أصبح كاتبًا فذًا، وناشطًا، ومفكرًا.
أُصيبت ديلوريا بسلسلة من السكتات في عام 1970، وتوفيت في العام التالي بعد إصابتها بذات الرئة.

## وصلات خارجية
- إيلا كارا ديلوريا على موقع الموسوعة البريطانية (الإنجليزية)
- Ella Deloria Archive.